# Brittany Elmslie
Brittany Joyce Elmslie (Nambour, 19 giugno 1994) è un'ex nuotatrice australiana.
Ha vinto la medaglia d'oro olimpica alle Olimpiadi 2012 di Londra nella staffetta 4x100 metri stile libero femminile, in squadra con Alicia Coutts, Cate Campbell e Melanie Schlanger e alle Olimpiadi 2016 di Rio de Janeiro nella staffetta 4x100 metri stile libero femminile, in squadra con Bronte Campbell, Cate Campbell e Emma McKeon. Ai mondiali in vasca corta 2016 di Windsor vince la medaglia d'oro nei 100m stile libero.

## Palmarès
- Giochi olimpici

Londra 2012: oro nella 4x100m sl, argento nella 4x200m sl e nella 4x100m misti.
Rio de Janeiro 2016: oro nella 4x100m sl e argento nella 4x100m misti.
- Mondiali

Barcellona 2013: argento nella 4x100m sl e nella 4x200m sl.
Budapest 2017: argento nella 4x100m sl.
- Mondiali in vasca corta

Windsor 2016: oro nei 100m sl e bronzo nella 4x100m misti.
- Giochi del Commonwealth

Glasgow 2014: oro nella 4x100m sl e nella 4x200m sl, bronzo nei 50m farfalla.
- Campionati panpacifici

Gold Coast 2014:  oro nella 4x100m sl e argento nella 4x200m sl.